# 約里托
約里托（西班牙語：Yorito），是洪都拉斯的城鎮，位於該國北部，由約羅省負責管轄，始建於1889年，面積209.14平方公里，海拔高度766米，2001年人口13,122，人口密度每平方公里62.74人。
15°04′N 87°17′W / 15.067°N 87.283°W